# Tour d'Andalousie 2022
Le Tour d'Andalousie 2022 (officiellement : Ruta Del Sol Vuelta Ciclista a Andalucía 2022) est la 68e édition de cette course cycliste sur route masculine. Il a lieu du 16 au 20 février 2022 en Andalousie, dans le sud de l'Espagne. Il se déroule sur cinq étapes entre Ubrique et Chiclana de Segura sur un parcours de 836,6 kilomètres et fait partie du calendrier UCI ProSeries 2022 (deuxième niveau mondial) en catégorie 2.Pro. 

## Équipes participantes
22 équipes participent à ce Tour d'Andalousie - 12 WorldTeams et 10 ProTeams :
| WorldTeams (12)- UAE Team Emirates - Intermarché-Wanty-Gobert Matériaux - Ineos Grenadiers - Bahrain Victorious - Quick-Step Alpha Vinyl - Bora-Hansgrohe - Astana Qazaqstan Team - Movistar Team - AG2R Citroën Team - Israel-Premier Tech - BikeExchange-Jayco - Lotto-Soudal ProTeams (10)- Euskaltel-Euskadi - Eolo-Kometa - Sport Vlaanderen-Baloise - Gazprom-RusVelo - Caja Rural-Seguros RGA - Burgos-BH - Alpecin-Fenix - TotalEnergies - Equipo Kern Pharma - Human Powered Health |
| |

## Étapes
| Étape     | Date    | Villes étapes              | type                      | Distance (km) | Dénivelé (m) | Vainqueur d'étape | Leader du classement général |
| --------- | ------- | -------------------------- | ------------------------- | ------------- | ------------ | ----------------- | ---------------------------- |
| 1re étape | 16 fév. | Ubrique – Iznájar          | étape de moyenne montagne | 200,7         | 3 460 m      | Rune Herregodts   | Rune Herregodts              |
| 2e étape  | 17 fév. | Archidona – Alcalá la Real | étape de moyenne montagne | 150,6         | 2 986 m      | Alessandro Covi   | Alessandro Covi              |
| 3e étape  | 18 fév. | Lucena – Villa de Otura    | étape de moyenne montagne | 152,6         | 2 873 m      | Magnus Sheffield  | Alessandro Covi              |
| 4e étape  | 19 fév. | Cúllar Vega – Baza         | étape de moyenne montagne | 165,6         | 2 987 m      | Wout Poels        | Wout Poels                   |
| 5e étape  | 20 fév. | Huesa – Chiclana de Segura | étape de moyenne montagne | 167,1         | 2 899 m      | Lennard Kämna     | Wout Poels                   |

## Déroulement de la course

### 1reétape
| \| Classement de l'étape \| Classement de l'étape \| Classement de l'étape \| Classement de l'étape \| Classement de l'étape \| \| Coureur \| Coureur \| Pays \| Équipe \| Temps \| \| --------------------- \| --------------------- \| --------------------- \| ------------------------ \| --------------------- \| \| 1er \| Rune Herregodts \| Belgique \| Sport Vlaanderen-Baloise \| 5 h 16 min 44 s \| \| 2e \| Stephen Bassett \| États-Unis \| Human Powered Health \| + 2 s \| \| 3e \| Ander Okamika \| Espagne \| Burgos-BH \| + 2 s \| \| 4e \| Xabier Isasa \| Espagne \| Euskaltel-Euskadi \| + 12 s \| \| 5e \| Lindsay De Vylder \| Belgique \| Sport Vlaanderen-Baloise \| + 15 s \| \| 6e \| Mark Christian \| Royaume-Uni \| Eolo-Kometa \| + 16 s \| \| 7e \| Alessandro Covi \| Italie \| UAE Team Emirates \| + 31 s \| \| 8e \| Gonzalo Serrano \| Espagne \| Movistar Team \| + 37 s \| \| 9e \| Matteo Trentin \| Italie \| UAE Team Emirates \| + 37 s \| \| 10e \| Benoît Cosnefroy \| France \| AG2R Citroën Team \| + 37 s \| |                   |             |                          |                 |
| |                   |             |                          |                 |
| Source : ProCyclingStats |                   |             |                          |                 |
| Classement de l'étape |                   |             |                          |                 |
| Coureur | Coureur           | Pays        | Équipe                   | Temps           |
| 1er | Rune Herregodts   | Belgique    | Sport Vlaanderen-Baloise | 5 h 16 min 44 s |
| 2e | Stephen Bassett   | États-Unis  | Human Powered Health     | + 2 s           |
| 3e | Ander Okamika     | Espagne     | Burgos-BH                | + 2 s           |
| 4e | Xabier Isasa      | Espagne     | Euskaltel-Euskadi        | + 12 s          |
| 5e | Lindsay De Vylder | Belgique    | Sport Vlaanderen-Baloise | + 15 s          |
| 6e | Mark Christian    | Royaume-Uni | Eolo-Kometa              | + 16 s          |
| 7e | Alessandro Covi   | Italie      | UAE Team Emirates        | + 31 s          |
| 8e | Gonzalo Serrano   | Espagne     | Movistar Team            | + 37 s          |
| 9e | Matteo Trentin    | Italie      | UAE Team Emirates        | + 37 s          |
| 10e | Benoît Cosnefroy  | France      | AG2R Citroën Team        | + 37 s          |

| \| Classement général \| Classement général \| Classement général \| Classement général \| Classement général \| \| Coureur \| Coureur \| Pays \| Équipe \| Temps \| \| ------------------ \| ------------------ \| ------------------ \| ------------------------ \| ------------------ \| \| 1er \| Rune Herregodts \| Belgique \| Sport Vlaanderen-Baloise \| 5 h 16 min 44 s \| \| 2e \| Stephen Bassett \| États-Unis \| Human Powered Health \| + 2 s \| \| 3e \| Ander Okamika \| Espagne \| Burgos-BH \| + 2 s \| \| 4e \| Xabier Isasa \| Espagne \| Euskaltel-Euskadi \| + 12 s \| \| 5e \| Lindsay De Vylder \| Belgique \| Sport Vlaanderen-Baloise \| + 15 s \| \| 6e \| Mark Christian \| Royaume-Uni \| Eolo-Kometa \| + 18 s \| \| 7e \| Alessandro Covi \| Italie \| UAE Team Emirates \| + 31 s \| \| 8e \| Gonzalo Serrano \| Espagne \| Movistar Team \| + 37 s \| \| 9e \| Matteo Trentin \| Italie \| UAE Team Emirates \| + 37 s \| \| 10e \| Benoît Cosnefroy \| France \| AG2R Citroën Team \| + 37 s \| |                   |             |                          |                 |
| |                   |             |                          |                 |
| Source : ProCyclingStats |                   |             |                          |                 |
| Classement général |                   |             |                          |                 |
| Coureur | Coureur           | Pays        | Équipe                   | Temps           |
| 1er | Rune Herregodts   | Belgique    | Sport Vlaanderen-Baloise | 5 h 16 min 44 s |
| 2e | Stephen Bassett   | États-Unis  | Human Powered Health     | + 2 s           |
| 3e | Ander Okamika     | Espagne     | Burgos-BH                | + 2 s           |
| 4e | Xabier Isasa      | Espagne     | Euskaltel-Euskadi        | + 12 s          |
| 5e | Lindsay De Vylder | Belgique    | Sport Vlaanderen-Baloise | + 15 s          |
| 6e | Mark Christian    | Royaume-Uni | Eolo-Kometa              | + 18 s          |
| 7e | Alessandro Covi   | Italie      | UAE Team Emirates        | + 31 s          |
| 8e | Gonzalo Serrano   | Espagne     | Movistar Team            | + 37 s          |
| 9e | Matteo Trentin    | Italie      | UAE Team Emirates        | + 37 s          |
| 10e | Benoît Cosnefroy  | France      | AG2R Citroën Team        | + 37 s          |

### 2eétape
| \| Classement de l'étape \| Classement de l'étape \| Classement de l'étape \| Classement de l'étape \| Classement de l'étape \| \| Coureur \| Coureur \| Pays \| Équipe \| Temps \| \| --------------------- \| --------------------- \| --------------------- \| ---------------------------------- \| --------------------- \| \| 1er \| Alessandro Covi \| Italie \| UAE Team Emirates \| 3 h 57 min 46 s \| \| 2e \| Miguel Ángel López \| Colombie \| Astana Qazaqstan Team \| + 2 s \| \| 3e \| Iván Sosa \| Colombie \| Movistar Team \| + 4 s \| \| 4e \| Jack Haig \| Australie \| Bahrain Victorious \| + 4 s \| \| 5e \| Steff Cras \| Belgique \| Lotto-Soudal \| + 4 s \| \| 6e \| Carlos Rodríguez \| Espagne \| Ineos Grenadiers \| + 4 s \| \| 7e \| Dries Devenyns \| Belgique \| Quick-Step Alpha Vinyl \| + 4 s \| \| 8e \| Domenico Pozzovivo \| Italie \| Intermarché-Wanty-Gobert Matériaux \| + 4 s \| \| 9e \| Simon Clarke \| Australie \| Israel-Premier Tech \| + 4 s \| \| 10e \| Cristian Rodríguez \| Espagne \| TotalEnergies \| + 4 s \| |                    |           |                                    |                 |
| |                    |           |                                    |                 |
| Source : ProCyclingStats |                    |           |                                    |                 |
| Classement de l'étape |                    |           |                                    |                 |
| Coureur | Coureur            | Pays      | Équipe                             | Temps           |
| 1er | Alessandro Covi    | Italie    | UAE Team Emirates                  | 3 h 57 min 46 s |
| 2e | Miguel Ángel López | Colombie  | Astana Qazaqstan Team              | + 2 s           |
| 3e | Iván Sosa          | Colombie  | Movistar Team                      | + 4 s           |
| 4e | Jack Haig          | Australie | Bahrain Victorious                 | + 4 s           |
| 5e | Steff Cras         | Belgique  | Lotto-Soudal                       | + 4 s           |
| 6e | Carlos Rodríguez   | Espagne   | Ineos Grenadiers                   | + 4 s           |
| 7e | Dries Devenyns     | Belgique  | Quick-Step Alpha Vinyl             | + 4 s           |
| 8e | Domenico Pozzovivo | Italie    | Intermarché-Wanty-Gobert Matériaux | + 4 s           |
| 9e | Simon Clarke       | Australie | Israel-Premier Tech                | + 4 s           |
| 10e | Cristian Rodríguez | Espagne   | TotalEnergies                      | + 4 s           |

| \| Classement général \| Classement général \| Classement général \| Classement général \| Classement général \| \| Coureur \| Coureur \| Pays \| Équipe \| Temps \| \| ------------------ \| ------------------ \| ------------------ \| ---------------------------------- \| ------------------ \| \| 1er \| Alessandro Covi \| Italie \| UAE Team Emirates \| 9 h 15 min 01 s \| \| 2e \| Ander Okamika \| Espagne \| Burgos-BH \| + 5 s \| \| 3e \| Miguel Ángel López \| Colombie \| Astana Qazaqstan Team \| + 8 s \| \| 4e \| Jack Haig \| Australie \| Bahrain Victorious \| + 10 s \| \| 5e \| Dries Devenyns \| Belgique \| Quick-Step Alpha Vinyl \| + 10 s \| \| 6e \| Simon Clarke \| Australie \| Israel-Premier Tech \| + 10 s \| \| 7e \| Steff Cras \| Belgique \| Lotto-Soudal \| + 10 s \| \| 8e \| Cristian Rodríguez \| Espagne \| TotalEnergies \| + 10 s \| \| 9e \| Iván Sosa \| Colombie \| Movistar Team \| + 10 s \| \| 10e \| Domenico Pozzovivo \| Italie \| Intermarché-Wanty-Gobert Matériaux \| + 10 s \| |                    |           |                                    |                 |
| |                    |           |                                    |                 |
| Source : ProCyclingStats |                    |           |                                    |                 |
| Classement général |                    |           |                                    |                 |
| Coureur | Coureur            | Pays      | Équipe                             | Temps           |
| 1er | Alessandro Covi    | Italie    | UAE Team Emirates                  | 9 h 15 min 01 s |
| 2e | Ander Okamika      | Espagne   | Burgos-BH                          | + 5 s           |
| 3e | Miguel Ángel López | Colombie  | Astana Qazaqstan Team              | + 8 s           |
| 4e | Jack Haig          | Australie | Bahrain Victorious                 | + 10 s          |
| 5e | Dries Devenyns     | Belgique  | Quick-Step Alpha Vinyl             | + 10 s          |
| 6e | Simon Clarke       | Australie | Israel-Premier Tech                | + 10 s          |
| 7e | Steff Cras         | Belgique  | Lotto-Soudal                       | + 10 s          |
| 8e | Cristian Rodríguez | Espagne   | TotalEnergies                      | + 10 s          |
| 9e | Iván Sosa          | Colombie  | Movistar Team                      | + 10 s          |
| 10e | Domenico Pozzovivo | Italie    | Intermarché-Wanty-Gobert Matériaux | + 10 s          |

### 3eétape
| \| Classement de l'étape \| Classement de l'étape \| Classement de l'étape \| Classement de l'étape \| Classement de l'étape \| \| Coureur \| Coureur \| Pays \| Équipe \| Temps \| \| --------------------- \| --------------------- \| --------------------- \| ---------------------- \| --------------------- \| \| 1er \| Magnus Sheffield \| États-Unis \| Ineos Grenadiers \| 3 h 54 min 37 s \| \| 2e \| Simon Clarke \| Australie \| Israel-Premier Tech \| + 3 s \| \| 3e \| Stan Dewulf \| Belgique \| AG2R Citroën Team \| + 3 s \| \| 4e \| Ben Turner \| Royaume-Uni \| Ineos Grenadiers \| + 3 s \| \| 5e \| Mauri Vansevenant \| Belgique \| Quick-Step Alpha Vinyl \| + 3 s \| \| 6e \| Wout Poels \| Pays-Bas \| Bahrain Victorious \| + 3 s \| \| 7e \| Alessandro Covi \| Italie \| UAE Team Emirates \| + 3 s \| \| 8e \| Simon Yates \| Royaume-Uni \| BikeExchange-Jayco \| + 3 s \| \| 9e \| Miguel Ángel López \| Colombie \| Astana Qazaqstan Team \| + 3 s \| \| 10e \| Dries Devenyns \| Belgique \| Quick-Step Alpha Vinyl \| + 3 s \| |                    |             |                        |                 |
| |                    |             |                        |                 |
| Source : ProCyclingStats |                    |             |                        |                 |
| Classement de l'étape |                    |             |                        |                 |
| Coureur | Coureur            | Pays        | Équipe                 | Temps           |
| 1er | Magnus Sheffield   | États-Unis  | Ineos Grenadiers       | 3 h 54 min 37 s |
| 2e | Simon Clarke       | Australie   | Israel-Premier Tech    | + 3 s           |
| 3e | Stan Dewulf        | Belgique    | AG2R Citroën Team      | + 3 s           |
| 4e | Ben Turner         | Royaume-Uni | Ineos Grenadiers       | + 3 s           |
| 5e | Mauri Vansevenant  | Belgique    | Quick-Step Alpha Vinyl | + 3 s           |
| 6e | Wout Poels         | Pays-Bas    | Bahrain Victorious     | + 3 s           |
| 7e | Alessandro Covi    | Italie      | UAE Team Emirates      | + 3 s           |
| 8e | Simon Yates        | Royaume-Uni | BikeExchange-Jayco     | + 3 s           |
| 9e | Miguel Ángel López | Colombie    | Astana Qazaqstan Team  | + 3 s           |
| 10e | Dries Devenyns     | Belgique    | Quick-Step Alpha Vinyl | + 3 s           |

| \| Classement général \| Classement général \| Classement général \| Classement général \| Classement général \| \| Coureur \| Coureur \| Pays \| Équipe \| Temps \| \| ------------------ \| ------------------ \| ------------------ \| ---------------------------------- \| ------------------ \| \| 1er \| Alessandro Covi \| Italie \| UAE Team Emirates \| 13 h 09 min 41 s \| \| 2e \| Miguel Ángel López \| Colombie \| Astana Qazaqstan Team \| + 8 s \| \| 3e \| Simon Clarke \| Australie \| Israel-Premier Tech \| + 10 s \| \| 4e \| Dries Devenyns \| Belgique \| Quick-Step Alpha Vinyl \| + 10 s \| \| 5e \| Steff Cras \| Belgique \| Lotto-Soudal \| + 10 s \| \| 6e \| Jack Haig \| Australie \| Bahrain Victorious \| + 10 s \| \| 7e \| Cristian Rodríguez \| Espagne \| TotalEnergies \| + 10 s \| \| 8e \| Iván Sosa \| Colombie \| Movistar Team \| + 10 s \| \| 9e \| Domenico Pozzovivo \| Italie \| Intermarché-Wanty-Gobert Matériaux \| + 10 s \| \| 10e \| Carlos Rodríguez \| Espagne \| Ineos Grenadiers \| + 10 s \| |                    |           |                                    |                  |
| |                    |           |                                    |                  |
| Source : ProCyclingStats |                    |           |                                    |                  |
| Classement général |                    |           |                                    |                  |
| Coureur | Coureur            | Pays      | Équipe                             | Temps            |
| 1er | Alessandro Covi    | Italie    | UAE Team Emirates                  | 13 h 09 min 41 s |
| 2e | Miguel Ángel López | Colombie  | Astana Qazaqstan Team              | + 8 s            |
| 3e | Simon Clarke       | Australie | Israel-Premier Tech                | + 10 s           |
| 4e | Dries Devenyns     | Belgique  | Quick-Step Alpha Vinyl             | + 10 s           |
| 5e | Steff Cras         | Belgique  | Lotto-Soudal                       | + 10 s           |
| 6e | Jack Haig          | Australie | Bahrain Victorious                 | + 10 s           |
| 7e | Cristian Rodríguez | Espagne   | TotalEnergies                      | + 10 s           |
| 8e | Iván Sosa          | Colombie  | Movistar Team                      | + 10 s           |
| 9e | Domenico Pozzovivo | Italie    | Intermarché-Wanty-Gobert Matériaux | + 10 s           |
| 10e | Carlos Rodríguez   | Espagne   | Ineos Grenadiers                   | + 10 s           |

### 4eétape
| \| Classement de l'étape \| Classement de l'étape \| Classement de l'étape \| Classement de l'étape \| Classement de l'étape \| \| Coureur \| Coureur \| Pays \| Équipe \| Temps \| \| --------------------- \| --------------------- \| --------------------- \| ---------------------- \| --------------------- \| \| 1er \| Wout Poels \| Pays-Bas \| Bahrain Victorious \| 3 h 56 min 52 s \| \| 2e \| Alexey Lutsenko \| Kazakhstan \| Astana Qazaqstan Team \| + 0 s \| \| 3e \| Mauri Vansevenant \| Belgique \| Quick-Step Alpha Vinyl \| + 18 s \| \| 4e \| Simon Yates \| Royaume-Uni \| BikeExchange-Jayco \| + 18 s \| \| 5e \| Damiano Caruso \| Italie \| Bahrain Victorious \| + 18 s \| \| 6e \| Cristian Rodríguez \| Espagne \| TotalEnergies \| + 18 s \| \| 7e \| Jack Haig \| Australie \| Bahrain Victorious \| + 18 s \| \| 8e \| Iván Sosa \| Colombie \| Movistar Team \| + 18 s \| \| 9e \| Ben O'Connor \| Australie \| AG2R Citroën Team \| + 18 s \| \| 10e \| Miguel Ángel López \| Colombie \| Astana Qazaqstan Team \| + 18 s \| |                    |             |                        |                 |
| |                    |             |                        |                 |
| Source : ProCyclingStats |                    |             |                        |                 |
| Classement de l'étape |                    |             |                        |                 |
| Coureur | Coureur            | Pays        | Équipe                 | Temps           |
| 1er | Wout Poels         | Pays-Bas    | Bahrain Victorious     | 3 h 56 min 52 s |
| 2e | Alexey Lutsenko    | Kazakhstan  | Astana Qazaqstan Team  | + 0 s           |
| 3e | Mauri Vansevenant  | Belgique    | Quick-Step Alpha Vinyl | + 18 s          |
| 4e | Simon Yates        | Royaume-Uni | BikeExchange-Jayco     | + 18 s          |
| 5e | Damiano Caruso     | Italie      | Bahrain Victorious     | + 18 s          |
| 6e | Cristian Rodríguez | Espagne     | TotalEnergies          | + 18 s          |
| 7e | Jack Haig          | Australie   | Bahrain Victorious     | + 18 s          |
| 8e | Iván Sosa          | Colombie    | Movistar Team          | + 18 s          |
| 9e | Ben O'Connor       | Australie   | AG2R Citroën Team      | + 18 s          |
| 10e | Miguel Ángel López | Colombie    | Astana Qazaqstan Team  | + 18 s          |

| \| Classement général \| Classement général \| Classement général \| Classement général \| Classement général \| \| Coureur \| Coureur \| Pays \| Équipe \| Temps \| \| ------------------ \| ------------------ \| ------------------ \| ---------------------- \| ------------------ \| \| 1er \| Wout Poels \| Pays-Bas \| Bahrain Victorious \| 17 h 06 min 49 s \| \| 2e \| Miguel Ángel López \| Colombie \| Astana Qazaqstan Team \| + 10 s \| \| 3e \| Cristian Rodríguez \| Espagne \| TotalEnergies \| + 12 s \| \| 4e \| Jack Haig \| Australie \| Bahrain Victorious \| + 12 s \| \| 5e \| Iván Sosa \| Colombie \| Movistar Team \| + 12 s \| \| 6e \| Carlos Rodríguez \| Espagne \| Ineos Grenadiers \| + 12 s \| \| 7e \| Simon Yates \| Royaume-Uni \| BikeExchange-Jayco \| + 21 s \| \| 8e \| Ben O'Connor \| Australie \| AG2R Citroën Team \| + 21 s \| \| 9e \| Alexey Lutsenko \| Kazakhstan \| Astana Qazaqstan Team \| + 24 s \| \| 10e \| Mauri Vansevenant \| Belgique \| Quick-Step Alpha Vinyl \| + 27 s \| |                    |             |                        |                  |
| |                    |             |                        |                  |
| Source : ProCyclingStats |                    |             |                        |                  |
| Classement général |                    |             |                        |                  |
| Coureur | Coureur            | Pays        | Équipe                 | Temps            |
| 1er | Wout Poels         | Pays-Bas    | Bahrain Victorious     | 17 h 06 min 49 s |
| 2e | Miguel Ángel López | Colombie    | Astana Qazaqstan Team  | + 10 s           |
| 3e | Cristian Rodríguez | Espagne     | TotalEnergies          | + 12 s           |
| 4e | Jack Haig          | Australie   | Bahrain Victorious     | + 12 s           |
| 5e | Iván Sosa          | Colombie    | Movistar Team          | + 12 s           |
| 6e | Carlos Rodríguez   | Espagne     | Ineos Grenadiers       | + 12 s           |
| 7e | Simon Yates        | Royaume-Uni | BikeExchange-Jayco     | + 21 s           |
| 8e | Ben O'Connor       | Australie   | AG2R Citroën Team      | + 21 s           |
| 9e | Alexey Lutsenko    | Kazakhstan  | Astana Qazaqstan Team  | + 24 s           |
| 10e | Mauri Vansevenant  | Belgique    | Quick-Step Alpha Vinyl | + 27 s           |

### 5eétape
| \| Classement de l'étape \| Classement de l'étape \| Classement de l'étape \| Classement de l'étape \| Classement de l'étape \| \| Coureur \| Coureur \| Pays \| Équipe \| Temps \| \| --------------------- \| --------------------- \| --------------------- \| --------------------- \| --------------------- \| \| 1er \| Lennard Kämna \| Allemagne \| Bora-Hansgrohe \| 3 h 43 min 05 s \| \| 2e \| Lorenzo Fortunato \| Italie \| Eolo-Kometa \| + 4 s \| \| 3e \| Alessandro Covi \| Italie \| UAE Team Emirates \| + 10 s \| \| 4e \| Magnus Sheffield \| États-Unis \| Ineos Grenadiers \| + 12 s \| \| 5e \| Gonzalo Serrano \| Espagne \| Movistar Team \| + 25 s \| \| 6e \| Emanuel Buchmann \| Allemagne \| Bora-Hansgrohe \| + 26 s \| \| 7e \| Stefano Oldani \| Italie \| Alpecin-Fenix \| + 26 s \| \| 8e \| Simone Velasco \| Italie \| Astana Qazaqstan Team \| + 29 s \| \| 9e \| Floris De Tier \| Belgique \| Alpecin-Fenix \| + 39 s \| \| 10e \| Nélson Oliveira \| Portugal \| Movistar Team \| + 49 s \| |                   |            |                       |                 |
| |                   |            |                       |                 |
| Source : ProCyclingStats |                   |            |                       |                 |
| Classement de l'étape |                   |            |                       |                 |
| Coureur | Coureur           | Pays       | Équipe                | Temps           |
| 1er | Lennard Kämna     | Allemagne  | Bora-Hansgrohe        | 3 h 43 min 05 s |
| 2e | Lorenzo Fortunato | Italie     | Eolo-Kometa           | + 4 s           |
| 3e | Alessandro Covi   | Italie     | UAE Team Emirates     | + 10 s          |
| 4e | Magnus Sheffield  | États-Unis | Ineos Grenadiers      | + 12 s          |
| 5e | Gonzalo Serrano   | Espagne    | Movistar Team         | + 25 s          |
| 6e | Emanuel Buchmann  | Allemagne  | Bora-Hansgrohe        | + 26 s          |
| 7e | Stefano Oldani    | Italie     | Alpecin-Fenix         | + 26 s          |
| 8e | Simone Velasco    | Italie     | Astana Qazaqstan Team | + 29 s          |
| 9e | Floris De Tier    | Belgique   | Alpecin-Fenix         | + 39 s          |
| 10e | Nélson Oliveira   | Portugal   | Movistar Team         | + 49 s          |

## Classements finals

### Classement général final
| \| Classement général \| Classement général \| Classement général \| Classement général \| Classement général \| \| Coureur \| Coureur \| Pays \| Équipe \| Temps \| \| ------------------ \| ------------------ \| ------------------ \| ---------------------- \| ------------------ \| \| 1er \| Wout Poels \| Pays-Bas \| Bahrain Victorious \| 20 h 51 min 27 s \| \| 2e \| Cristian Rodríguez \| Espagne \| TotalEnergies \| + 14 s \| \| 3e \| Miguel Ángel López \| Colombie \| Astana Qazaqstan Team \| + 15 s \| \| 4e \| Carlos Rodríguez \| Espagne \| Ineos Grenadiers \| + 19 s \| \| 5e \| Simon Yates \| Royaume-Uni \| BikeExchange-Jayco \| + 20 s \| \| 6e \| Jack Haig \| Australie \| Bahrain Victorious \| + 22 s \| \| 7e \| Ben O'Connor \| Australie \| AG2R Citroën Team \| + 26 s \| \| 8e \| Mauri Vansevenant \| Belgique \| Quick-Step Alpha Vinyl \| + 32 s \| \| 9e \| Alexey Lutsenko \| Kazakhstan \| Astana Qazaqstan Team \| + 34 s \| \| 10e \| Iván Sosa \| Colombie \| Movistar Team \| + 39 s \| |                    |             |                        |                  |
| |                    |             |                        |                  |
| Source : ProCyclingStats |                    |             |                        |                  |
| Classement général |                    |             |                        |                  |
| Coureur | Coureur            | Pays        | Équipe                 | Temps            |
| 1er | Wout Poels         | Pays-Bas    | Bahrain Victorious     | 20 h 51 min 27 s |
| 2e | Cristian Rodríguez | Espagne     | TotalEnergies          | + 14 s           |
| 3e | Miguel Ángel López | Colombie    | Astana Qazaqstan Team  | + 15 s           |
| 4e | Carlos Rodríguez   | Espagne     | Ineos Grenadiers       | + 19 s           |
| 5e | Simon Yates        | Royaume-Uni | BikeExchange-Jayco     | + 20 s           |
| 6e | Jack Haig          | Australie   | Bahrain Victorious     | + 22 s           |
| 7e | Ben O'Connor       | Australie   | AG2R Citroën Team      | + 26 s           |
| 8e | Mauri Vansevenant  | Belgique    | Quick-Step Alpha Vinyl | + 32 s           |
| 9e | Alexey Lutsenko    | Kazakhstan  | Astana Qazaqstan Team  | + 34 s           |
| 10e | Iván Sosa          | Colombie    | Movistar Team          | + 39 s           |

### Classements annexes
| Classement par points | Classement par points | Classement par points | Classement par points  | Classement par points |
| Coureur               | Coureur               | Pays                  | Équipe                 | Points                |
| --------------------- | --------------------- | --------------------- | ---------------------- | --------------------- |
| 1er                   | Alessandro Covi       | Italie                | UAE Team Emirates      | 59 pts                |
| 2e                    | Wout Poels            | Pays-Bas              | Bahrain Victorious     | 41 pts                |
| 3e                    | Magnus Sheffield      | États-Unis            | Ineos Grenadiers       | 39 pts                |
| 4e                    | Miguel Ángel López    | Colombie              | Astana Qazaqstan Team  | 33 pts                |
| 5e                    | Mauri Vansevenant     | Belgique              | Quick-Step Alpha Vinyl | 31 pts                |
| 6e                    | Simon Clarke          | Australie             | Israel-Premier Tech    | 31 pts                |
| 7e                    | Simon Yates           | Royaume-Uni           | BikeExchange-Jayco     | 29 pts                |
| 8e                    | Lennard Kämna         | Allemagne             | Bora-Hansgrohe         | 25 pts                |
| 9e                    | Alexey Lutsenko       | Kazakhstan            | Astana Qazaqstan Team  | 25 pts                |
| 10e                   | Gonzalo Serrano       | Espagne               | Movistar Team          | 25 pts                |

| Classement par points | Classement par points | Classement par points | Classement par points  | Classement par points |
| Coureur               | Coureur               | Pays                  | Équipe                 | Points                |
| --------------------- | --------------------- | --------------------- | ---------------------- | --------------------- |
| 1er                   | Alessandro Covi       | Italie                | UAE Team Emirates      | 59 pts                |
| 2e                    | Wout Poels            | Pays-Bas              | Bahrain Victorious     | 41 pts                |
| 3e                    | Magnus Sheffield      | États-Unis            | Ineos Grenadiers       | 39 pts                |
| 4e                    | Miguel Ángel López    | Colombie              | Astana Qazaqstan Team  | 33 pts                |
| 5e                    | Mauri Vansevenant     | Belgique              | Quick-Step Alpha Vinyl | 31 pts                |
| 6e                    | Simon Clarke          | Australie             | Israel-Premier Tech    | 31 pts                |
| 7e                    | Simon Yates           | Royaume-Uni           | BikeExchange-Jayco     | 29 pts                |
| 8e                    | Lennard Kämna         | Allemagne             | Bora-Hansgrohe         | 25 pts                |
| 9e                    | Alexey Lutsenko       | Kazakhstan            | Astana Qazaqstan Team  | 25 pts                |
| 10e                   | Gonzalo Serrano       | Espagne               | Movistar Team          | 25 pts                |

| Classement de la montagne | Classement de la montagne | Classement de la montagne | Classement de la montagne | Classement de la montagne |
| Coureur                   | Coureur                   | Pays                      | Équipe                    | Points                    |
| ------------------------- | ------------------------- | ------------------------- | ------------------------- | ------------------------- |
| 1er                       | Jon Barrenetxea           | Espagne                   | Caja Rural-Seguros RGA    | 30 pts                    |
| 2e                        | Álvaro Cuadros            | Espagne                   | Caja Rural-Seguros RGA    | 24 pts                    |
| 3e                        | Alexey Lutsenko           | Kazakhstan                | Astana Qazaqstan Team     | 24 pts                    |
| 4e                        | Xabier Isasa              | Espagne                   | Euskaltel-Euskadi         | 21 pts                    |
| 5e                        | Ben O'Connor              | Australie                 | AG2R Citroën Team         | 14 pts                    |
| 6e                        | Miguel Ángel López        | Colombie                  | Astana Qazaqstan Team     | 12 pts                    |
| 7e                        | Ander Okamika             | Espagne                   | Burgos-BH                 | 12 pts                    |
| 8e                        | Gotzon Martín             | Espagne                   | Euskaltel-Euskadi         | 10 pts                    |
| 9e                        | Lorenzo Fortunato         | Italie                    | Eolo-Kometa               | 7 pts                     |
| 10e                       | Lennard Kämna             | Allemagne                 | Bora-Hansgrohe            | 6 pts                     |

| Classement de la montagne | Classement de la montagne | Classement de la montagne | Classement de la montagne | Classement de la montagne |
| Coureur                   | Coureur                   | Pays                      | Équipe                    | Points                    |
| ------------------------- | ------------------------- | ------------------------- | ------------------------- | ------------------------- |
| 1er                       | Jon Barrenetxea           | Espagne                   | Caja Rural-Seguros RGA    | 30 pts                    |
| 2e                        | Álvaro Cuadros            | Espagne                   | Caja Rural-Seguros RGA    | 24 pts                    |
| 3e                        | Alexey Lutsenko           | Kazakhstan                | Astana Qazaqstan Team     | 24 pts                    |
| 4e                        | Xabier Isasa              | Espagne                   | Euskaltel-Euskadi         | 21 pts                    |
| 5e                        | Ben O'Connor              | Australie                 | AG2R Citroën Team         | 14 pts                    |
| 6e                        | Miguel Ángel López        | Colombie                  | Astana Qazaqstan Team     | 12 pts                    |
| 7e                        | Ander Okamika             | Espagne                   | Burgos-BH                 | 12 pts                    |
| 8e                        | Gotzon Martín             | Espagne                   | Euskaltel-Euskadi         | 10 pts                    |
| 9e                        | Lorenzo Fortunato         | Italie                    | Eolo-Kometa               | 7 pts                     |
| 10e                       | Lennard Kämna             | Allemagne                 | Bora-Hansgrohe            | 6 pts                     |

#### Classement par équipes
| Classement par équipes | Classement par équipes | Classement par équipes | Classement par équipes |
| Équipe                 | Équipe                 | Pays                   | Temps                  |
| ---------------------- | ---------------------- | ---------------------- | ---------------------- |
| 1re                    | Astana Qazaqstan Team  | Kazakhstan             | 62 h 35 min 11 s       |
| 2e                     | Bahrain Victorious     | Bahreïn                | + 1 min 35 s           |
| 3e                     | Ineos Grenadiers       | Royaume-Uni            | + 13 min 37 s          |
| 4e                     | Movistar Team          | Espagne                | + 13 min 38 s          |
| 5e                     | UAE Team Emirates      | Émirats arabes unis    | + 22 min 16 s          |
| 6e                     | AG2R Citroën Team      | France                 | + 28 min 01 s          |
| 7e                     | Bora-Hansgrohe         | Allemagne              | + 29 min 03 s          |
| 8e                     | BikeExchange-Jayco     | Australie              | + 30 min 11 s          |
| 9e                     | Quick-Step Alpha Vinyl | Belgique               | + 33 min 36 s          |
| 10e                    | Caja Rural-Seguros RGA | Espagne                | + 34 min 35 s          |

### Classement UCI
La course attribue des points au Classement mondial UCI 2022 selon le barème suivant :
| Position           | 1er | 2e  | 3e  | 4e  | 5e | 6e | 7e | 8e | 9e | 10e | 11e | 12e | 13e | 14e | 15e | 16e à 30e | 31e à 40e |
| Classement général | 200 | 150 | 125 | 100 | 85 | 70 | 60 | 50 | 40 | 35  | 30  | 25  | 20  | 15  | 10  | 5         | 3         |
| Par étape          | 20  | 10  | 5   |     |    |    |    |    |    |     |     |     |     |     |     |           |           |
| Leader, par étape  | 5   |     |     |     |    |    |    |    |    |     |     |     |     |     |     |           |           |

## Évolution des classements
| Étape            | Vainqueur        | Classement général | Classement par points | Classement de la montagne | Classement des metas volantes | Classement du meilleur Andalou | Classement du meilleur Espagnol |
| ---------------- | ---------------- | ------------------ | --------------------- | ------------------------- | ----------------------------- | ------------------------------ | ------------------------------- |
| 1                | Rune Herregodts  | Rune Herregodts    | Rune Herregodts       | Álvaro Cuadros            | Stephen Bassett               | Cristian Rodríguez             | Ander Okamika                   |
| 2                | Alessandro Covi  | Alessandro Covi    | Alessandro Covi       | Jon Barrenetxea           | Diego Sevilla                 | Cristian Rodríguez             | Ander Okamika                   |
| 3                | Magnus Sheffield | Alessandro Covi    | Alessandro Covi       | Jon Barrenetxea           | Diego Sevilla                 | Cristian Rodríguez             | Cristian Rodríguez              |
| 4                | Wout Poels       | Wout Poels         | Alessandro Covi       | Jon Barrenetxea           | Damiano Caruso                | Cristian Rodríguez             | Cristian Rodríguez              |
| 5                | Lennard Kämna    | Wout Poels         | Alessandro Covi       | Jon Barrenetxea           | Diego Sevilla                 | Cristian Rodríguez             | Cristian Rodríguez              |
| Classement final | Classement final | Wout Poels         | Alessandro Covi       | Jon Barrenetxea           | Diego Sevilla                 | Cristian Rodríguez             | Cristian Rodríguez              |